# Andrew Stewart († zwischen 1306 und 1309)
Andrew Stewart (* nach 1296; † zwischen 19. Juni 1306 und 16. Juli 1309) war ein schottischer Adliger.
Andrew Stuart entstammte der schottischen Familie Stewart. Er war der älteste Sohn des schottischen Magnaten James Stewart und dessen Frau Egidia (auch Gelis) de Burgh, die nach 1296 geheiratet hatten.
Noch minderjährig, wurde Andrew möglicherweise von Robert Bruce zum Ritter geschlagen, als dieser sich Ende März 1306 zum König der Schotten krönen ließ. Damit rebellierte Bruce offen gegen die englische Herrschaft in Schottland. Andrew befand sich 1306 in der Obhut von Bischof William Lamberton von St Andrews, der wie Andrews Vater die Rebellion von Bruce unterstützte. Als der englische Statthalter Aymer de Valence gegen die Rebellen vorrückte, schickte Lamberton den jungen Andrew als Geisel als Zeichen seines guten Willens zu Valence. Andrew wurde anschließend wieder Lamberton übergeben. Während sich sein Vater James Stewart im Oktober 1306 dem englischen König Eduard I. unterwarf, übergab Lamberton zur Verärgerung des englischen Königs Andrew nicht dem englischen Statthalter, sondern an Robert Bruce. Andrew blieb im Sommer in das Gefolge von Bruce, der nach der Niederlage gegen Valence in der Schlacht bei Methven am 19. Juni 1306 auf der Flucht war. Die Flucht war entbehrungsreich, da Bruce sowohl von seinen englischen wie auch von seinen schottischen Gegnern verfolgt wurde. Im Herbst 1306 war Andrew nachweislich noch bei Bruce, als dieser möglicherweise nach Roe am Lough Foyle, einem Besitz der Stewarts im nordirischen Ulster flüchtete. Sein weiteres Schicksal ist unbekannt, er starb auf jeden Fall vor seinem Vater, der am 16. Juli 1309 starb. Daraufhin wurde sein jüngerer Bruder Walter der Erbe seines Vaters.